# Andrij Jermak
Andrij Jermak (21. listopadu 1971, Kyjev, Sovětský svaz) je ukrajinský politik, filmový producent a právník. Je vedoucím kanceláře prezidenta Volodymyra Zelenského. Do této funkce byl jmenován 11. února 2020.

## Život
Andrij Jermak se narodil 21. listopadu 1971 v Kyjevě na Ukrajině, tehdy součásti Sovětského svazu. Jeho matka je rozená Ruska, původem z tehdejšího Leningradu. Otec Borys Jermak pochází z Kyjeva a je židovského původu. Rodiče se seznámili u příležitosti návštěvy otcovy školy v Leningradě a svatbu měli v roce 1971.
S ukrajinským prezidentem Volodymyrem Zelenským se Jermak seznámil v roce 2011. Je svobodný.

## Ocenění
- Komandérský kříž s hvězdou Řádu za zásluhy Polské republiky (2022)[3]